# Ровіне (Яломіца)
Ровіне (рум. Rovine) — село у повіті Яломіца в Румунії. Входить до складу комуни Ревіга.
Село розташоване на відстані 84 км на схід від Бухареста, 26 км на північний захід від Слобозії, 135 км на північний захід від Констанци, 109 км на південний захід від Галаца.

## Населення
За даними перепису населення 2002 року у селі проживала 1151 особа, з них 1150 осіб (99,9%) румунів. Усі жителі села рідною мовою назвали румунську.